# Yamaguchi
Yamaguchi (山口市 Yamaguchi-shi) er en by i Japan.
Yamaguchi ligger i Regionen Chūgoku på den vestligste del af øen Honshu. Byen har 193.761(2021) indbyggere og er hovedby i præfekturet Yamaguchi. Den fik byrettigheder den 10. april 1929.